# Leonard Adleman
Leonard Max Adleman (Califòrnia, 31 de desembre de 1945) és un informàtic teòric americà i professor d'informàtica i biologia molecular a la Universitat del Sud de Califòrnia. És conegut per ser coinventor del criptosistema RSA (Rivest-Shamir-Adleman) el 1977 i de la programació basada en l'ADN. El RSA és molt estès aplicacions de seguretat informàtica, incloent https.

## Biografia
Nascut a Califòrnia, Adleman va créixer a San Francisco, i va assistir la Universitat de Califòrnia, Berkeley, on rebia el grau de Bachelor of Arts en matemàtiques el 1968 i el doctorat en Enginyeria Informàtica el 1976.
El 1994, en el seu article Molecular Computation of Solutions To Combinatorial Problems descrivia l'ús experimental de l'ADN com a sistema de programació, resolent un problema de set nodes de camí hamiltonià, un problema NP-complet similar al problema del viatjant de comerç. Tot i que la solució és trivial, aquest article és el primer exemple conegut de l'ús reeixit de l'ADN per programar un algorisme. La programació amb ADN ha resultat tenir potencial com a mitjà de resoldre altres problemes de cerca en combinatòria a gran escala.
El 2002, ell i el seu grup de recerca aconseguiren resoldre un problema no trivial usant programació per ADN, resolent un problema de 20 variables amb més d'1 milió de solucions potencials, resolt de manera similar a l'usat per Adleman al seu article bàsic de 1994. Primer, se sintetitzava una mescla de fils d'ADN lògicament representatius de l'espai de solució del problema. Aquesta mescla es feia llavors servir algorítmicament usant tècniques bioquímiques per reduir els fils 'incorrectes', deixant només aquells fils que 'satisfeien' el problema. L'anàlisi de la seqüència de nucleòtid d'aquests fils restants mostrava solucions 'correctes' al problema original.
Per a la seva contribució a la invenció del criptosistema RSA, Adleman, Ron Rivest i Adi Shamir, van rebre el 1996 el premi Paris Kanellakis Theory and Practice Premi Turing de 1996 i el Premi Turing el 2002. Fou escollit membre de l'Acadèmia Americana de les Arts i les Ciències el 2006.
És un dels descobridors originals del test Adleman-Pomerance-Rumely de nombres primers.
Fred Cohen, al seu article de 1984 Experiments with Computer Viruses atribuïa a Adleman l'encunyament del terme "virus informàtic".
Fou l'assessor matemàtic per la pel·lícula Sneakers.
Adleman és també boxejador afeccionat, i s'ha enfrontat amb James Toney.

## Articles
- Adleman, Leonard. «An Abstract Theory of Computer Viruses», 1990.